# Frea rosacea
Frea rosacea är en skalbaggsart som beskrevs av Stefan von Breuning 1935. Frea rosacea ingår i släktet Frea och familjen långhorningar. Inga underarter finns listade i Catalogue of Life.